# Mary Meerson
Mary Meerson (* 12. November 1902 in Sofia als Marija Popowa; † 19. Juli 1993 in Paris) war eine bulgarische Balletttänzerin, Model und Archivarin der Cinémathèque française.
Mary Meerson kam mit Sergei Diaghilews Ballettgruppe über St. Petersburg nach Paris. Sie heiratete den russischen Maler und Bühnenbildner Lazare Meerson, mit dem sie bis zu seinem Tod 1938 verheiratet blieb. Danach lebte sie mit dem Gründer der Cinémathèque française Henri Langlois zusammen. Sie galt als schön, extravagant und weltoffen und soll zahlreiche Sprachen gesprochen haben.
Meerson stand für viele Künstler Modell. So für Oskar Kokoschka der 1931 über fünfzig Bilder von ihr erstellte.
1988 widmete Jean-Luc Godard das erste Kapitel, Toutes les histoires, seiner Geschichte(n) des Kinos, Histoire(s) du cinéma, Mary Meerson (und Monica Tegelaar).

## Filmografie
- 1994: Citizen Langlois (Dokumentation)
- 2004: Le fantôme d’Henri Langlois (Dokumentation)